# 宗室德長
宗室德長（1838年—1876年），愛新覺羅氏，清朝宗室、政治人物，睿親王，諡愨。

## 生平
咸豐四年，任二等侍衛。咸豐八年，任二等鎮國將軍，任乾清門侍衛。同治四年，任和碩睿親王，賜御前行走、內大臣。同治八年，任鑲紅旗蒙古都統。同治九年，署鑲黃旗領侍衛內大臣。同治十年，署鑲黃旗蒙古都統。同年，任鑲黃旗領侍衛內大臣，管理行營事務。

## 家族
- 努爾哈赤（十世祖）
- 多鐸（九世祖）
- 多爾博（八世祖）
- 蘇爾發（七世祖）
- 塞勤（六世祖）
- 功宜布（五世祖）
- 如松（高祖父）
- 淳穎（曾祖父）
- 端恩（祖父）
- 仁壽（父）
- 德隆、德岫、德崑、德崗（弟）
- 魁斌（子）